# Катастрофа Ми-17 на полигоне «Гарагейбат»
Катастрофа Ми-17-1В на полигоне «Гарагейбат» (азерб. «Qaraheybət» aviasiya poliqonunda helikopter qəzası) — крушение военного вертолёта Ми-17-1В Государственной пограничной службы Азербайджана, на борту которого находились 16 человек, произошло в 10:40 по местному времени во вторник 30 ноября 2021 на полигоне «Гарагейбат» в Хызинском районе при выполнении учебных полётов. 14 погибли, 2 получили ранения средней степени тяжести.

## Катастрофа
Катастрофа произошла во время учебно-тренировочного полёта в 10:40 по азербайджанскому времени (UTC+4).

## Расследование
Бортовой самописец вертолёта был найден. По данным Генеральной прокуратуры «исключается наличие какого-либо стороннего вмешательства в крушении вертолёта». Было возбуждено уголовное дело.
Сразу после катастрофы на место происшествия выехали руководящие сотрудники Государственной пограничной службы и Генеральной прокуратуры. По факту в Следственном управлении Генеральной прокуратуры возбуждено уголовное дело по статье 352.2 (Нарушение правил полёта или подготовки к полёту, повлёкшее по неосторожности смерть двух и более лиц) и по другим статьям. Расследование уголовного дела взято под особый контроль Генеральным прокурором.
20 декабря Генеральная прокуратура Азербайджана заявила, что причиной крушения вертолёта Ми-17 стали ошибки пилотов в управлении машиной.

## Погибшие и раненые
Военнослужащим, погибшим в результате крушения, предоставлен статус шехида.

### Погибшие
- полковник Джавадов Физули Али Ибрам оглы

- полковник Назиров Эмиль Назир оглы

- гражданский служащий Набиев Эльчин Фикрет оглы (полковник ГПС в отставке)

- капитан Байрамлы Джавид Ахлиман оглы

- майор Майылов Эмиль Шахид оглы

- майор Ахмедов Эльбрус Самраддин оглы

- майор Гасанов Эльмир Мирджалиль оглы

- майор Алиев Эмиль Эльман оглы

- майор Мамедов Мурад Яшар оглы

- капитан Алиев Хайям Алихан оглы

- капитан медицинской службы Ахмедханов Джейхун Ханлар оглы

- капитан Гараисаев Теймур Анвар оглы

- старший лейтенант Сулейманов Абдулла Тельман оглы

- старший лейтенант Нагиев Фарид Тайяр оглы

### Раненые
- полковник-лейтенант Джафаров Эмиль Мамед оглы

- капитан Адилов Рамин Рамиз оглы
[13][14]

## Реакция
Президент Азербайджана Ильхам Алиев и вице-президент Мехрибан Алиева выразили соболезнования семьям погибших.
Министерство иностранных дел Турции выразило соболезнования семьям погибших в результате крушения военного вертолёта. Министр национальной обороны Турции Хулуси Акар выразил соболезнования министру обороны Азербайджана Закиру Гасанову и начальнику Государственной пограничной службы Эльчину Гулиеву.
Постоянный координатор ООН в Азербайджане Владанка Андреева заявила, что опечалена известием о трагической катастрофе вертолёта, и выразила глубокие соболезнования семьям, потерявшим своих близких. Организация тюркских государств выразила свои соболезнования Азербайджану.
Официальный представитель МИД Ирана Саид Хатибзаде выразил свои глубокие соболезнования правительству и народу Азербайджана, а также семьям погибших в трагическом крушении военного вертолёта. Также свои соболезнования выразили посольства Великобритании, Израиля, Ирана, Италии, Казахстана, Палестины и Франции в Азербайджане.